# Puy de la Coquille
Le puy de la Coquille est un volcan éteint de la chaîne des Puys, dans le Massif central.